# Рёник, Джереми
Джереми Рёник (англ. Jeremy Roenick; род. 17 января 1970, Бостон, Массачусетс) — профессиональный американский хоккеист, нападающий. В период с 1988 по 2009 год выступал в НХЛ в составе пяти различных клубов. Представлял США на международных соревнованиях, в том числе на Олимпийских играх 1998 и 2002 годов. Стал третьим рождённым в США хоккеистом (первые двое — Джо Маллен и Майк Модано), кто смог забросить более 500 шайб в НХЛ.

## Игровая карьера
Огромный вклад в становление Рёника как профессионального хоккеиста внесли его родители, внимательно следившие за каждым его  движением на льду в детстве. Когда Джереми было 13, семья Рёников жила в Фэрфаксе, и родители раз в неделю оплачивали сыну билет на самолёт чтобы он смог сыграть за одну из ведущих детских команд США New Jersey Rockets, а сами ехали в Нью-Джерси на автомобиле. В составе Rockets Джереми дважды выиграл детский чемпионат Соединённых Штатов.
Рёник дебютировал в НХЛ в форме задрафтовавшего его клуба «Чикаго Блэкхокс» 6 октября 1988 года в матче против «Нью-Йорк Рейнджерс». Защищал цвета «Чёрных ястребов» восемь сезонов, пока в августе 1996 года не был обменян в «Финикс Койотис» на Алексея Жамнова и Крэйга Миллза. Поскольку 27-й номер, который Джереми носил в «Чикаго», был уже занят Теппо Нумминеным (впоследствии этот номер был навечно закреплён за финном), Рёник выбрал себе номер 97, став таким образом первым хоккеистом в истории НХЛ, игравшим под таким номером.
В июле 2001 года, после того как контракт с  «Финиксом» закончился, Рёник заключил соглашение с «Филадельфией Флайерз». По итогам первого же сезона в составе «Лётчиков» получил престижный внутриклубный приз Bobby Clarke Trophy, присуждаемый лучшему игроку команды в сезоне. C 67 очками Рёник стал лучшим бомбардиром команды. 30 января 2002 года Джереми набрал своё 1000-е очко в НХЛ.
12 февраля 2004 года в матче против «Нью-Йорк Рейнджерс» шайба после случайного щелчка защитника нью-йоркцев Бориса Миронова попала Рёнику в лицо. Сила этого броска сломала Джереми челюсть в 19 местах, на несколько минут он потерял сознание и лежал на льду в луже собственной крови. Это было уже девятое сотрясение мозга, полученное Рёником за время выступлений в НХЛ; в прессе появилась информация что он может завершить карьеру. Однако процесс восстановления занял не так много времени и незадолго до завершения регулярного чемпионата 34-летний форвард вернулся в строй. Весной 2004 года «Филадельфия» довольно успешно выступила в плей-офф, уступив лишь в финале Восточной конференции будущему обладателю Кубка Стэнли «Тампе Бэй Лайтнинг». Рёник внёс ощутимый вклад в эту кампанию, набрав 13 результативных баллов в 18 поединках.

## Личные качества
Рёник на протяжении всей своей карьеры был почитаем болельщиками за постоянное стремление поддерживать с ними контакт и дружеские отношения. Джереми никогда не отказывал фанатам в автографах, и даже всегда был готов перекинуться парой слов с незнакомыми людьми, узнавшими в нём знаменитого хоккеиста и подошедшими к нему на улице. Рёник знал, каково это, быть хоккейным болельщиком. В одном из интервью он вспоминал, что будучи ребёнком часто ходил на матчи «Хартфорд Уэйлерз», и однажды в перерыве одной из игр хоккейная легенда Горди Хоу набрал со льда нарезанного коньками игроков снега на крюк клюшки, подъехал к бортику и высыпал этот снег прямо ему на голову. После этого Хоу ещё долго катался по арене кругами, ещё пару разу взглянув на юного Джереми и подмигнув ему. Маленькое незначительное действие знаменитого игрока произвело на семилетнего мальчугана неизгладимое впечатление, и став впоследствии профессиональным хоккеистом он сам старался совершать нечто подобное как можно чаще.

## Достижения
- Серебряный призёр Олимпийских игр 2002 г. в составе сборной США.
- Финалист Кубка Канады 1991 г. в составе сборной США.
- Член символической сборной Кубка Канады 1991 г.
- Лучший бомбардир молодёжного чемпионата мира 1989 г.
- Девять раз участвовал в Матче всех звёзд НХЛ.

## Статистика

### Клубная карьера
|             |                     |             | Регулярный сезон | Регулярный сезон | Регулярный сезон | Регулярный сезон | Регулярный сезон | Регулярный сезон | Плей-офф | Плей-офф | Плей-офф | Плей-офф | Плей-офф | Плей-офф |
| Сезон       | Команда             | Лига        | Игр              | Г                | П                | Очк              | +/-              | Штр              | Игр      | Г        | П        | Очк      | +/-      | Штр      |
| ----------- | ------------------- | ----------- | ---------------- | ---------------- | ---------------- | ---------------- | ---------------- | ---------------- | -------- | -------- | -------- | -------- | -------- | -------- |
| 1988–89     | Халл Олимпикс       | QMJHL       | 28               | 34               | 36               | 70               |                  | 14               | 9        | 7        | 12       | 19       |          | 6        |
| 1988–89     | Чикаго Блэкхокс     | НХЛ         | 20               | 9                | 9                | 18               | 4                | 4                | 10       | 1        | 3        | 4        | 0        | 7        |
| 1989–90     | Чикаго Блэкхокс     | НХЛ         | 78               | 26               | 40               | 66               | 2                | 54               | 20       | 11       | 7        | 18       | -1       | 8        |
| 1990–91     | Чикаго Блэкхокс     | НХЛ         | 79               | 41               | 53               | 94               | 38               | 80               | 6        | 3        | 5        | 8        | 2        | 4        |
| 1991–92     | Чикаго Блэкхокс     | НХЛ         | 80               | 53               | 50               | 103              | 23               | 98               | 18       | 12       | 10       | 22       | 11       | 12       |
| 1992–93     | Чикаго Блэкхокс     | НХЛ         | 84               | 50               | 57               | 107              | 15               | 86               | 4        | 1        | 2        | 3        | 0        | 2        |
| 1993–94     | Чикаго Блэкхокс     | НХЛ         | 84               | 46               | 61               | 107              | 21               | 125              | 6        | 1        | 6        | 7        | 4        | 2        |
| 1994–95     | Кёльнер Хайе        | DEL         | 3                | 10               | 24               | 34               | 5                | 14               | 8        | 1        | 2        | 3        | -2       | 16       |
| 1994–95     | Чикаго Блэкхокс     | НХЛ         | 33               | 10               | 24               | 34               | 5                | 14               | 8        | 1        | 2        | 3        | -2       | 16       |
| 1995–96     | Чикаго Блэкхокс     | НХЛ         | 66               | 32               | 35               | 67               | 9                | 109              | 10       | 5        | 7        | 12       | 6        | 2        |
| 1996–97     | Финикс Койотис      | НХЛ         | 72               | 29               | 40               | 69               | -7               | 115              | 6        | 2        | 4        | 6        | 6        | 4        |
| 1997–98     | Финикс Койотис      | НХЛ         | 79               | 24               | 32               | 56               | 5                | 103              | 6        | 5        | 3        | 8        | -1       | 4        |
| 1998–99     | Финикс Койотис      | НХЛ         | 78               | 24               | 48               | 72               | 7                | 130              | 1        | 0        | 0        | 0        | -1       | 0        |
| 1999–00     | Финикс Койотис      | НХЛ         | 75               | 34               | 44               | 78               | 11               | 102              | 5        | 2        | 2        | 4        | -4       | 10       |
| 2000–01     | Финикс Койотис      | НХЛ         | 80               | 30               | 46               | 76               | -1               | 114              | —        | —        | —        | —        | —        | —        |
| 2001–02     | Филадельфия Флайерз | НХЛ         | 75               | 21               | 46               | 67               | 32               | 74               | 5        | 0        | 0        | 0        | -3       | 14       |
| 2002–03     | Филадельфия Флайерз | НХЛ         | 79               | 27               | 32               | 59               | 20               | 75               | 13       | 3        | 5        | 8        | 1        | 8        |
| 2003–04     | Филадельфия Флайерз | НХЛ         | 32               | 19               | 28               | 47               | 1                | 62               | 18       | 4        | 9        | 13       | 4        | 8        |
| 2005–06     | Лос-Анджелес Кингз  | НХЛ         | 58               | 9                | 13               | 22               | -5               | 36               | —        | —        | —        | —        | —        | —        |
| 2006–07     | Финикс Койотис      | НХЛ         | 70               | 11               | 17               | 28               | -18              | 32               | —        | —        | —        | —        | —        | —        |
| 2007–08     | Сан-Хосе Шаркс      | НХЛ         | 69               | 14               | 19               | 33               | -8               | 26               | 12       | 2        | 3        | 5        | 0        | 2        |
| 2008–09     | Сан-Хосе Шаркс      | НХЛ         | 42               | 4                | 9                | 13               | -1               | 24               | 6        | 0        | 1        | 1        | -1       | 12       |
| Всего в НХЛ | Всего в НХЛ         | Всего в НХЛ | 1363             | 513              | 703              | 1216             | 153              | 1463             | 154      | 53       | 69       | 122      | 21       | 115      |

### Международные соревнования
| Год                   | Сборная               | Турнир                | Место                 |    | И  | Г  | П  | О  | Штр |
| --------------------- | --------------------- | --------------------- | --------------------- | -- | -- | -- | -- | -- | --- |
| 1988                  | США (мол.)            | МЧМ (до 20)           | 6                     | 7  | 5  | 4  | 9  | 4  |     |
| 1989                  | США (мол.)            | МЧМ (до 20)           | 5                     | 7  | 8  | 8  | 16 | 0  |     |
| Всего (юниор. и мол.) | Всего (юниор. и мол.) | Всего (юниор. и мол.) | Всего (юниор. и мол.) | 14 | 13 | 12 | 25 | 4  |     |
| 1991                  | США                   | ЧМ                    | 4                     | 9  | 5  | 6  | 11 | 8  |     |
| 1991                  | США                   | КК                    |                       | 8  | 4  | 2  | 6  | 4  |     |
| 1998                  | США                   | ОИ                    | 6                     | 4  | 0  | 1  | 1  | 6  |     |
| 2002                  | США                   | ОИ                    |                       | 6  | 1  | 4  | 5  | 2  |     |
| Всего (осн. сборная)  | Всего (осн. сборная)  | Всего (осн. сборная)  | Всего (осн. сборная)  | 27 | 10 | 13 | 23 | 20 |     |